# Медицинская техника (журнал)
Медицинская техника — российский научный журнал, выходит 6 раз в год. Издаётся с 1967 года. Переводится на английский язык издательством «Springer New-York» под названием «Biomedical Engineering» (с 1967 года).
Главный редактор: Селищев, Сергей Васильевич (с января 2008 года).
Включён в список научных журналов ВАК.